# Соснівка (Дубенський район)
Сосні́вка (МФА: [soˈsɲiu̯kɐ] ( прослухати), до 1940-х років — Обгів) — село в Україні, у Семидубській сільській громаді Дубенського району Рівненської області. Населення становить 375 особи.

## Розташування
Із сходу на захід при струмку Улька розтягнулося на 3 км давнє село Обгів, перейменоване в 1946 р. на Соснівку. На півдні села простягається сосновий ліс, іменований Любомирським, з півночі підходить Мізоцький кряж.
Село Соснівка розташоване за 25 км від районного центру та за 21 км від залізничної станції Дубно. Поруч розташовані села Нагоряни, Кліпець, Бондарі, Тростянець.

## Історія
Перша письмова згадка про село — 1545 р. В описі майна Кременецького замку село називається «Обгов» (інакше «Обогов»), як належне князю Василю Острозькому майно, дароване його батькові Костянтину королем Олександром.
В описі майна Острозької ординації за 1753 р. Обгів, належний князю Станиславу Любомирському, іменується ще «Облихов». У новіші часи різні записи, особливо картографічні, вживають лише назву Обгів.
В 1889 р. в Обогові було дворів — 192, населення — 1585 прихожан, серед них 156 римокатоликів.
У церкві Воздвиження Чесного Хреста збереглися корпії метричних книг із записами від 1774 р.
Є згадка і про те, що в 1906 р. церква в селі згоріла і на її місці була побудована нова п’ятикупольна.
7 (20) листопада 1917 року, відповідно до Третього Універсалу Української Центральної Ради, увійшло до складу Української Народної Республіки.
Біля села в 1944 році стояв повстанський курінь Довбенка. У лісі віднайдена могила семи чоловік, їх перезахоронено на кладовище. Загинули під час нападу енкаведистів на село: ті влаштували облаву в неділю 9 квітня. Побачивши, що дві роти військових чинять наругу над селянами, підпалюють обійстя, повстанці ринули в бій. І знищили з півтори сотні нападників. Хоч і самі зазнали втрат. У бою курінь використовував кулемети й міномет.
7 березня 1946 село Обгів перейменовано на село Соснівка.
11 вересня 1990 р. на сесії сільської ради приймається рішення про підняття національного прапора над сільською радою, розпускається первинна партійна організація радгоспу. В старій школі відкривається недільна школа, де діти вивчають основи християнства.
27 вересня 1990 р. освячено стелу, яку збудували на честь проголошення 16 липня 1990 р. Верховною Радою України Декларації про державний Суверенітет України.
12 червня 2020 року, відповідно до розпорядження Кабінету Міністрів України № 722-р від «Про визначення адміністративних центрів та затвердження територій територіальних громад Рівненської області», увійшло до складу Семидубської сільської громади.
19 липня 2020 року, в результаті адміністративно-територіальної реформи та ліквідації  Дубенського (1939—2020) району, село увійшло до складу новоутвореного Дубенського району.

## Відомі люди
- Микола Свистун — майор УПА, начальник штабу УПА-Південь. Загинув біля села 8 грудня 1944.